# Kościół św. Rocha w Mikstacie
Kościół i Sanktuarium świętego Rocha – rzymskokatolicki kościół cmentarny należący do parafii Świętej Trójcy w Mikstacie (dekanat Mikstat diecezji kaliskiej). Znajduje się w mieście Mikstat, w powiecie ostrzeszowskim, w województwie wielkopolskim.
16 sierpnia 2011 roku biskupi kaliski Stanisław Napierała ustanowił kościół Diecezjalnym Sanktuarium Świętego Rocha.

## Historia i architektura
Jest to świątynia wzniesiona w 1773 roku. Uszkodzona została przez pożar w 1788 roku. Remontowana była w latach: 1873, 1953, 1971 i 1986.

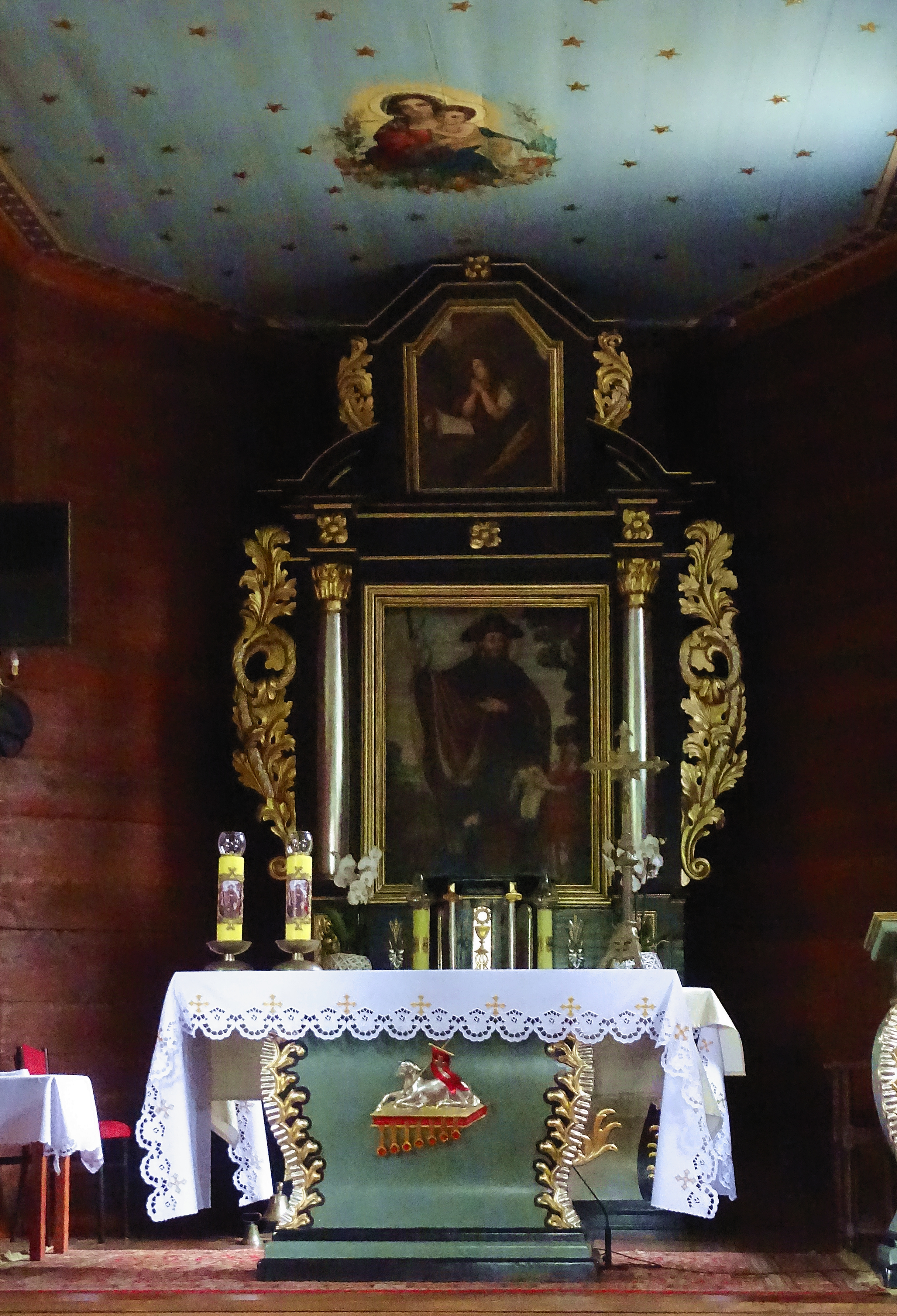
Oltarz główny

Budowla jest drewniana, jednonawowa, posiada konstrukcję zrębową. Świątynia orientowana, wzniesiono ją na planie krzyża greckiego. Dwie kaplice umieszczone po bokach tworzą coś na kształt transeptu, ich kalenice są niższe od nawy głównej. Kaplice i prezbiterium posiadają zamknięcie trójboczne. Z boku prezbiterium usytuowana jest zakrystia. Od frontu znajduje się wieża posiadająca konstrukcję słupową. Jest ona zwieńczona dachem namiotowym. Trzy dzwony odlane przez Beniamina Kriegera pochodzą z lat 1814–16. Świątynię nakrywa dach dwukalenicowy, pokryty gontem z sześciokątną wieżyczką na sygnaturkę. Zwieńczoną blaszanym, cebulastym dachem hełmowym z latarnią. Wnętrze nakryte jest stropem płaskim. Chór podparty jest dwoma słupami, posiada parapet wybrzuszony w części centralnej z prospektem organowym. Podłoga została wykonana z drewna. Polichromia figuralna umieszczona na stropie autorstwa A. Szymanowskiego przedstawia wizerunki Świętych (m.in. wskrzeszenie Łazarza) na tle nieba z gwiazdami. Ołtarz główny i jeden boczny w stylu barokowym zostały wykonane w 1785 roku. Drugi ołtarz boczny w stylu wczesnobarokowym pochodzi z XVIII wieku. Płaskorzeźby polichromowane, reprezentują styl barokowy. Stacje Drogi Krzyżowej zostały wykonane w 1898 roku przez Szpetkowskiego. Pozytyw ma klawiaturę z krótką oktawą oraz miech magazynowy z dwoma podawaczami klinowymi.